# Salon de Bruxelles de 1836
Le Salon de Bruxelles de 1836 est la dixième édition du Salon de Bruxelles, exposition périodique d'œuvres d'artistes vivants. Il a lieu en 1836, du 12 septembre au 13 novembre dans les anciens appartements du palais de Charles de Lorraine à Bruxelles, à l'initiative de la Société royale de Bruxelles pour l'encouragement des beaux-arts.
Ce salon est le second organisé depuis l'Indépendance de la Belgique en 1831. Les prix sont remis sous forme de médailles d'or, d'argent et de bronze. La catégorie « architecture » est désormais absente du salon.

## Organisation
Pour chaque exposition, les dates et l'organisation générale sont fixées par Arrêté royal, sur proposition du ministre responsable. La commission directrice de l'exposition est ensuite nommée par Arrêté ministériel, le règlement de l'exposition est également fixé par Arrêté ministériel. Chaque salon est donc géré par une commission directrice distincte.

## Contexte
Ce salon est le second organisé depuis l'Indépendance de la Belgique en 1831. Répondant aux vœux du public, l'exposition est prolongée de trois semaines au-delà de la date initiale de clôture qui est dès lors fixée au 13 novembre. L'exposition est également visitée par quelques amateurs et peintres allemands, venus afin de nouer des relations entre leur pays et la Belgique et exposer désormais réciproquement des œuvres d'art de part et d'autre du Rhin. Pour la première fois, le roi Léopold Ier et la reine Louise visitent l'exposition.
Selon la revue La Renaissance, ce Salon marque une accalmie dans la fougue de réaction coloriste pour briser le principe classique qui a prévalu lors du Salon de 1833. La discipline est revenue et montre déjà presque organisés les éléments de l'art flamand nouveau.

## Catalogue

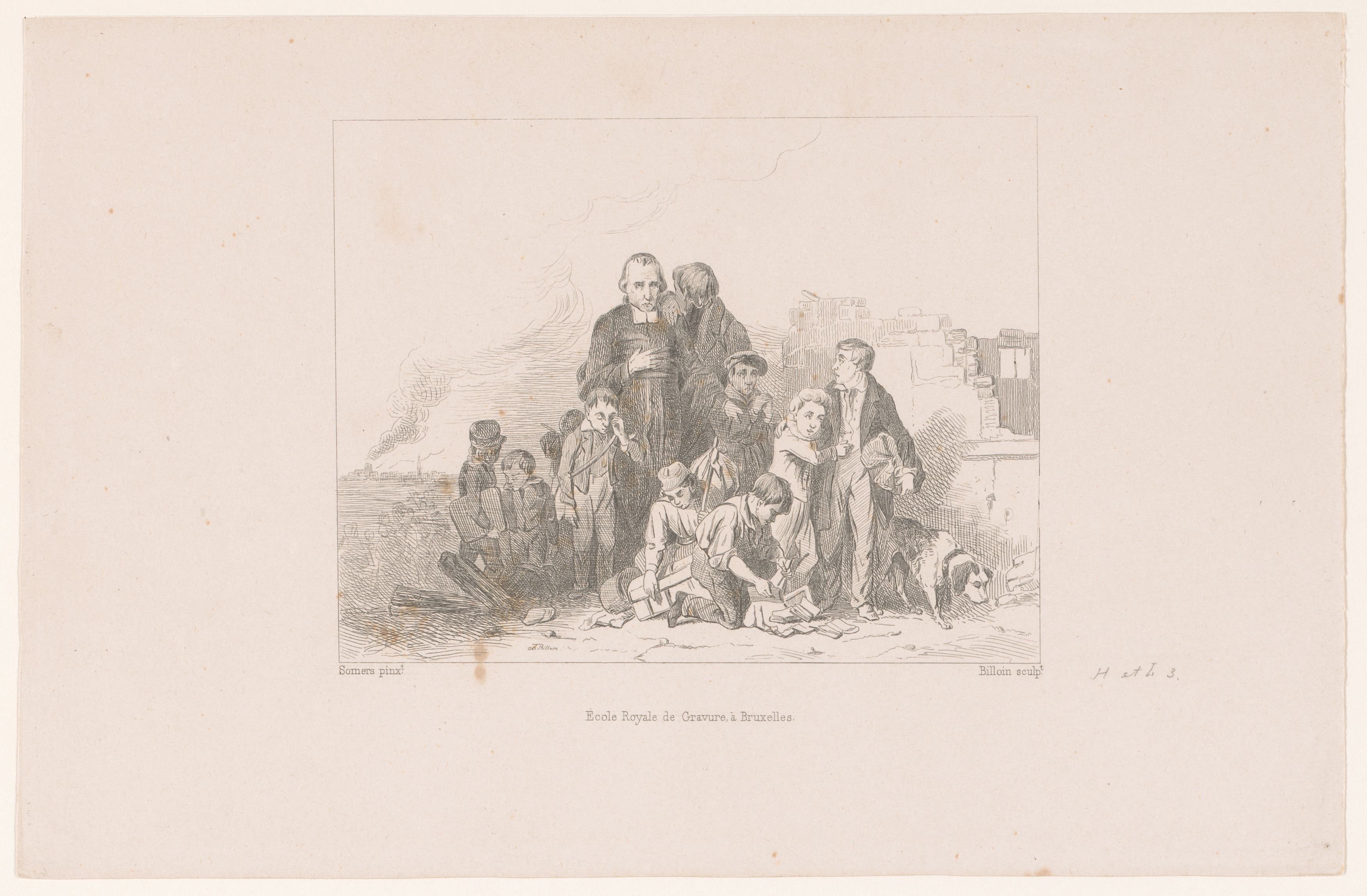
Pensionnat incendié, lithographie de Charles Baugniet d'après le tableau de Louis Somers exposé au Salon de 1836, conservée au Rijksmuseum Amsterdam.

Alors que le Salon de 1833 comprenait près de 450 numéros, l'édition de 1836 en propose  610. Les catégories sont : peinture, sculpture, gravure, dessin et lithographie. Les tableaux représentant des sujets historiques sont nombreux et sont souvent peints par de très jeunes artistes. Le sujet des derniers moments du comte d'Egmont est représenté par plusieurs peintres : les Anversois Jean-Baptiste Van Rooy et Pierre Kremer, ainsi que le bruxellois Jean Désiré de Fiennes.
Parmi les peintures remarquées, figurent les intérieurs d'églises aux personnages parfois trop nombreux de Jules Victor Génisson, les scènes de genre que Charles Brias exécute avec un fini précieux tel Le Marché au beurre à Bruxelles ou le Retour d'une école rurale. Louis Somers expose Pensionnat incendié : le sujet est bien choisi, plein d'intérêt et fournit au jeune artiste l'occasion de s'essayer à la peinture des passions, sans se jeter tout à fait au milieu des grandes difficultés de l'expression. La Noce villageoise que Basile De Loose a envoyée offre un effet de lumière peut-être un peu cru, mais qui ne manque pas de vérité. Si les expressions en sont trop communes, elles sont rendues avec justesse et naturel. Le pinceau de cet artiste a de la facilité, son dessin est correct.
Adèle Kindt, habituée des Salons de Bruxelles (1827 et 1833) expose huit œuvres, dont Philippe II et Élisabeth de France, une œuvre de beaucoup de mérites, mais manqué comme tableau d'histoire et quatre portraits vrais de ton et d'expression. Ferdinand Marinus expose six paysages mosans de valeur inégale. Joseph Laurent Dyckmans expose une Partie de dames. Le peintre Henri Lehon a adressé trois marines, dont Naufrage près du Fort rouge devant Calais qui annonce un talent prometteur. Quant au peintre français Eugène Isabey, il a envoyé une Vue d'une ville normande qui ne permet pas de juger de l'étendue de son talent. Les œuvres du peintre français Louis Joseph César Ducornet retiennent l'attention des visiteurs, en raison du handicap (la phocomélie) dont il est atteint.

## Résultats

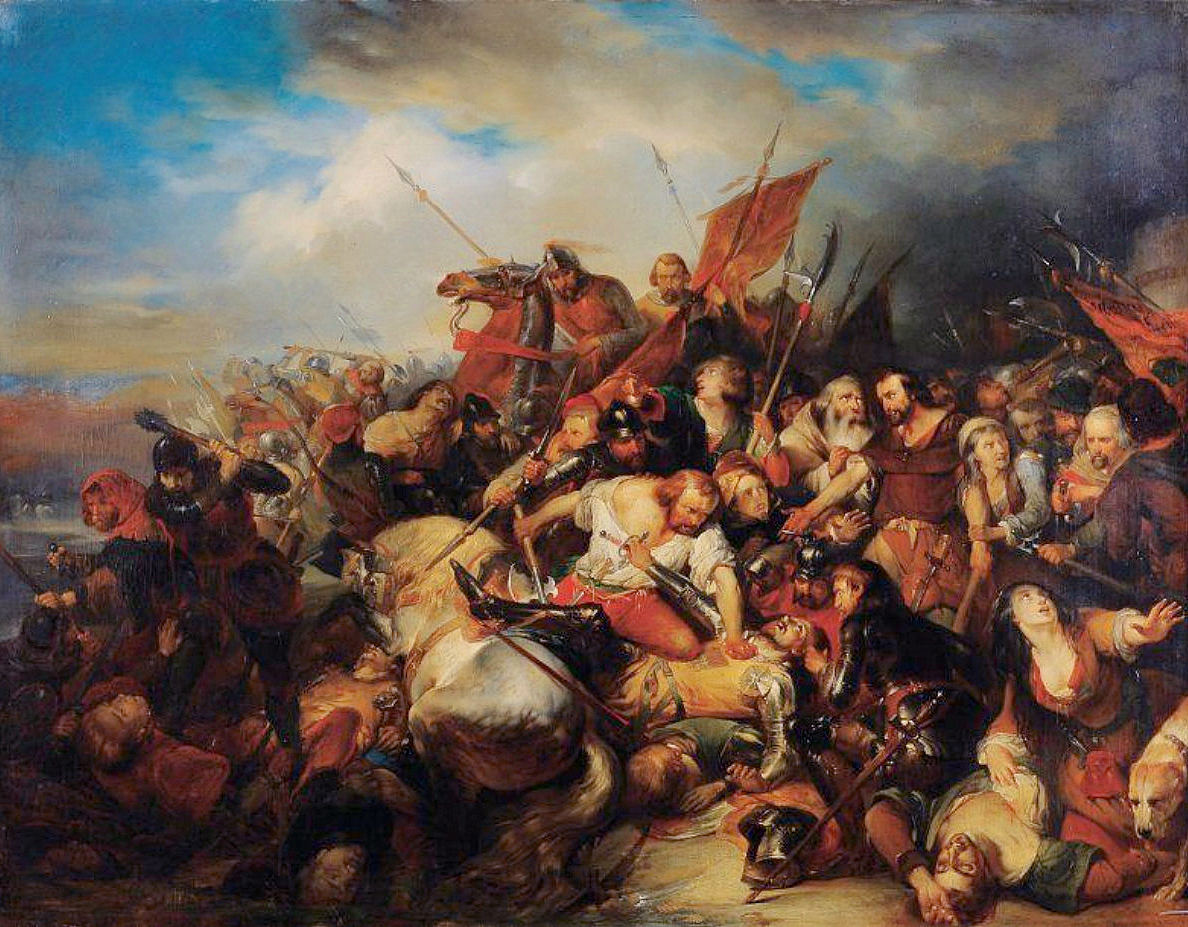
La Bataille de Courtrai par Nicaise De Keyser, médaille d'or.

Lors de la réunion de la commission des récompenses, tandis que 280 artistes ont exposé, les distinctions suivantes sont octroyées par le ministère de l'Intérieur et confirmées par un Arrêté royal du 11 janvier 1837 : 12 médailles d'or, 30 médailles d'argent et 44 médailles de bronze, ce qui est jugé excessif.

### Médailles
Les lieux indiqués correspondent aux villes dans lesquelles les artistes travaillent en 1836.

#### Médailles d'or
Les peintres belges Nicaise De Keyser, Louis Gallait, Philippe-Jacques van Bree, Jean-Baptiste Madou (dessin), Eugène Verboeckhoven et Gustave Wappers, les peintres français Hippolyte Bellangé, Joseph-Désiré Court, et Théodore Gudin, le graveur français François Forster, les peintres néerlandais Andreas Schelfhout et Johannes Christiaan Schotel reçoivent tous les douze une médaille d'or,.

#### Médailles d'argent
Les trente récipiendaires de la médaille d'argent sont, :
- Charles Baugniet, dessinateur à Bruxelles ;
- François-Antoine Bossuet, peintre d'intérieurs de la ville de Bruxelles ;
- Charles Brias, peintre de genre à Bruxelles ;
- Ferdinand de Braekeleer, peintre d'histoire et de genre à Anvers ;
- Édouard De Bièfve, peintre d'histoire à Bruxelles ;
- Henri de Caisne, peintre d'histoire à Paris ;
- Jean-Baptiste de Jonghe, peintre de paysages à Courtrai ;
- Edouard De Latour, peintre de miniatures à Bruxelles ;
- Édouard Delvaux, peintre de paysages à Bruxelles ;
- François De Marneffe, peintre de paysages à Bruxelles ;
- Julien Ducorron, peintre de paysages à Ath ;
- Joseph Laurent Dyckmans, peintre de genre à Anvers ;
- Adèle Evrard, peintre de fleurs à Ath ;
- Jules Victor Génisson, peintre d'intérieurs à Bruxelles ;
- Jacob Jacobs, peintre de marines à Anvers ;
- Louis Jéhotte, sculpteur à Bruxelles ;
- Adolphe Jouvenel, graveur de médailles à Bruxelles ;
- Barend Cornelis Koekkoek, peintre de paysages à La Haye ;
- Pierre Kremer, peintre d'histoire à Anvers ;
- Eugène Lepoittevin, peintre de marines à Bruxelles ;
- Henri Leys, peintre d'histoire à Anvers ;
- Ferdinand Lhérie, graveur à Anvers ;
- Ferdinand Marinus, peintre de paysages à Namur ;
- Charles Picqué, peintre d'histoire à Bruxelles ;
- Gustave Simonau, lithographe à Bruxelles ;
- Louis-Eugène Simonis, sculpteur à Bruxelles ;
- Joseph Tavernier, peintre de paysages à Bruxelles ;
- Hendrik Van der Haert, dessinateur et peintre à Bruxelles ;
- Martin Verstappen, peintre de paysages à Rome ;
- Charles Augustin Wauters, peintre d'histoire à Malines.

Ferdinand de Braekeleer refuse la médaille d'argent pour La Maîtresse d'école car sa peinture d'histoire Furie espagnole n'a pas été récompensée.

#### Médailles de bronze
Les quarante-quatre récipiendaires de la médaille de bronze sont, :
- Luigi Bienaimé (d), sculpteur à Rome ;
- Eugène de Block, peintre de genre à Anvers ;
- Henri de Coene, peintre de genre à Bruxelles ;
- Jean-Baptiste De Cuyper, sculpteur à Anvers ;
- Jean Jacques De Langhe, peintre de portraits à Bruxelles ;
- Henri De Nobele, peintre de portraits et de genre à Bruxelles ;
- Pieter-Frans De Noter, peintre d'intérieurs et de paysages à Gand ;
- François-Jacques Derre (d), sculpteur à Paris ;
- Pierre De Vlamynck, graveur à Bruges ;
- Désiré Donny, peintre de paysages à Bruxelles ;
- Louis Joseph César Ducornet, peintre d'intérieurs et de genre à Paris ;
- Jean François Eliaerts, peintre de fleurs et de fruits à Paris ;
- Blucher Elwall, graveur sur bois à Bruxelles ;
- Eugène Flandin, peintre d'intérieurs de ville à Bruxelles ;
- Alexandre Thomas Francia, peintre de marine à Paris ;
- Fanny Geefs, peintre d'histoire à Bruxelles ;
- Joseph Geefs, sculpteur à Anvers ;
- Charles Henri Geerts (d), sculpteur à Louvain ;
- Jozef Geirnaert, peintre de genre à Gand ;
- Laurent Hart, graveur de médailles à Bruxelles ;
- Adèle Kindt, peintre d'histoire à Bruxelles ;
- Paul Lauters, dessinateur à Bruxelles ;
- Julien Gabriel Leclercq, graveur de médailles à Bruxelles ;
- Lambert Mathieu, peintre d'histoire à Anvers ;
- Dominique François Joseph Meulenbergh, peintre de portraits à Bruxelles ;
- Auguste Ottevaere, peintre de paysages à Paris ;
- Joseph Perlau, peintre de paysages à Bruxelles ;
- Martin Pouwelsen (d), peintre de paysages à Anvers ;
- Jan Michiel Ruyten, peintre d'intérieurs de ville à Anvers ;
- Louis Somers, peintre de genre à Anvers ;
- Félicité Sommé, peintre de genre à Anvers ;
- Guillaume Stas (d), sculpteur à Louvain ;
- Charles Tilmont, peintre à Paris ;
- Jean-Baptiste Van Eycken, peintre d'histoire à Bruxelles ;
- Jacques Van Gingelen, peintre de paysages à Anvers ;
- Jean Alexandre Van Laethem, peintre de genre à Bruxelles ;
- Ignace van Regemorter, peintre de genre à Anvers ;
- Jean Baptiste Van Rooy, peintre d'histoire à Anvers ;
- Charles-Louis Verboeckhoven, peintre de marines à Boom ;
- Jacob Verreyt, peintre de paysages à Anvers ;
- Jean Antoine Verschaeren, peintre d'histoire à Anvers ;
- Louis-Pierre Verwée, peintre de paysages à Bruxelles ;
- Barthélemy Vieillevoye, peintre de portraits à Liège ;
- Adrien Wulffaert, peintre d'histoire à Bruges.

### Ordre de Léopold
En vertu de l'Arrêté royal du 14 novembre 1836, trois artistes belges sont élevés au rang de chevaliers de l'ordre de Léopold : Henri Van Assche, paysagiste et doyen des peintres belges, François-Joseph Navez, peintre d'histoire et le statuaire Guillaume Geefs,.

### Achats par le gouvernement
Le gouvernement acquiert dix-huit œuvres exposées au Salon afin d'enrichir les collections des Musées royaux des Beaux-Arts de Belgique, dont un paysage Vue prise dans la forêt de Windsor du courtraisien Jan Baptiste de Jonghe, La Vierge et l'enfant Jésus de Fanny Geefs, Agar dans le désert de Henri de Caisne, Épisode du roman de Gil Blas de Julien Ducorron, Philippe II et Élisabeth de France d'Adèle Kindt, ou encore Madone, un buste en marbre de Louis Jehotte.

### Achats par le roi
Pour sa part, le roi Léopold Ier enrichit sa galerie personnelle de plusieurs toiles : Le Sommeil de Jésus de François-Joseph Navez, Derniers moments de Charles Ier de Gustave Wappers, et d'un groupe en marbre Adolescent qui soustrait un lapin aux poursuites d'une levrette par Louis-Eugène Simonis.

## Catalogue
- Catalogue, Exposition nationale des Beaux-Arts : explication des ouvrages de peinture, sculpture, gravure, dessin et lithographie des artistes vivans, exposés au Salon de 1836, Bruxelles, Vandooren frères, 1836, 52 p. (lire en ligne).